# برج آرامگاه بابا حسین
برج مقبره بابا حسین (آرامگاه حضرت یوشع بن نوح) مربوط به احتمالاً سدهٔ ۶–۸ ه.ق است و در ۳۰ کیلومتری جنوب غربی شهر ملایر واقع شده است ازطریق جاده ملایر–بروجرد کیلومتر ۲۰ از روبروی روستای انوچ و روستای زاغه و روستای کمرسیاه مقبره باباحسین می‌توان رفت. ضمنا جاده این مسیر تا روستای زاغه آسفالت است. از زاغه تاسیاه کمر جاده شوسه است. این اثر در تاریخ ۲۲ خرداد ۱۳۷۹ با شمارهٔ ثبت ۲۷۱۱ به‌عنوان یکی از آثار ملی ایران به ثبت رسیده است.

## تاریخچه
این مکان، آرامگاه یکی از پیامبران بنی‌اسرائیل، حضرت یوشع بن نوح بوده که در گذشته مورد توجه یهودیان ساکن در منطقه بوده‌است.

## مشخصات بنا
برج آرامگاه بابا حسین دارای پلان و و طرح ۱۲ ضلعی منتظم از نوع برج مقبره‌های دارای گنبد رک (مخروط) است.
قسمت داخلی آن به صورت ۸ ضلعی و در داخل هریک از اضلاع طاق نمایی نسبتاً عمیق با قوس‌های جناغی ایجاد شده.
این طاق نماها هر یک داخل قاب مستطیلی شکلی که با آجرکاری برجسته ایجاد گردیده است قرار گرفته‌اند. وجود این طاق نماها علاوه بر تزیین جهت کاستن اضلاع دوازده‌گانه بیرونی به ۸ ضلع در درون به وجود آمده‌اند.